# Gregentios
Gregentios war im 6. Jh. Erzbischof von Taphar im Jemen. Er ist ein Heiliger der orthodoxen Kirche (Festtag 19. Dezember).
Gregentios stammte nach seiner legendären griechischen Vita aus Lyplianes im Land der Awaren (vermutlich das heutige Ljubljana in Slowenien) und reiste über Agrigent, Mailand, Karthago und Rom nach Ägypten, von wo er in der Zeit des Kaisers Justin I. (518–527) als Missionar in das Land der Homeriten (Himyar) im heutigen Jemen aufbrach. Dort regierte der Christ Abreha, nachdem eine äthiopische Expedition unter König Elesboam (Ella Asbeha) den jüdischen König Yusuf Asʾar Yathʾar (Du Nuwas) gestürzt hatte. Gregentios erließ in seinem Auftrag Gesetze für die Himyaren, bekehrte die verbliebenen Juden durch ein fünf Tage dauerndes Religionsgespräch mit dem Schriftgelehrten Herban und wirkte danach bis zu seinem Tod noch dreißig Jahre als Erzbischof von Taphar (Zafar). Der Corpus Gregentianum liegt an der Grenze von Wirklichkeit und Mythos.
Gregentios ist ganz offenbar eine erfundene Gestalt; seine Vita enthält grobe geographische Irrtümer und Anachronismen. Nur der Bericht über die Vorgänge im Jemen geht auf eine alte, heute verlorene Quelle über die historischen Ereignisse des frühen 6. Jahrhunderts zurück. Der gesamte Text, bestehend aus der eigentlichen Vita, den Gesetzen und dem Religionsgespräch, ist erst um 960 in Konstantinopel von einem einzigen Autor verfasst worden. Die drei Teile dieses Corpus wurden später auch getrennt überliefert, am häufigsten das Religionsgespräch, und dieses sowie die Gesetze galten bis fast zur Gegenwart häufig als authentische Werke des frühen 6. Jahrhunderts.